# Helionides triangularis
Helionides triangularis är en insektsart som först beskrevs av M. Firoz Ahmed 1979.  Helionides triangularis ingår i släktet Helionides och familjen dvärgstritar.
Artens utbredningsområde är Uganda. Inga underarter finns listade i Catalogue of Life.